# Alchemilla cyrtopleura
Alchemilla cyrtopleura é uma espécie de rosácea do gênero Alchemilla, pertencente à família Rosaceae.